# Prostate Cancer and Prostatic Diseases
Prostate Cancer and Prostatic Diseases is een internationaal, aan collegiale toetsing onderworpen wetenschappelijk tijdschrift op het gebied van de oncologie, urologie en nefrologie. De naam wordt in literatuurverwijzingen meestal afgekort tot Prostate Cancer Prostatic Dis. Het wordt uitgegeven door Nature Publishing Group en verschijnt 4 keer per jaar.